# Xã German, Quận Montgomery, Ohio
Xã German (tiếng Anh: German Township) là một xã thuộc quận Montgomery, tiểu bang Ohio, Hoa Kỳ. Năm 2010, dân số của xã này là 8.429 người.